# Lafkenche
Lafkenche /=narod s obale/, jedna od tri uže skupine Huilliche Indijanaca, čije se područje nalazi kod jezera Lago Budi u južnom Čileu.
Lafkenche koji su tradicionalno živjeli od žetvi školjaka i algi, danas imaju ograničen pristup morskim resursima hrane zbog širenja ribogojilišta u obalnom području

## Vanjske poveznice
- Identidad mapuche Lafkenche  Arhivirana inačica izvorne stranice od 1. kolovoza 2010. (Wayback Machine)